# Saint-Paul (Reunión)
Saint-Paul,  es una comuna francesa situada en el departamento de Reunión, de la región de Reunión. 
El gentilicio francés de sus habitantes es Saint-Paulois.

## Situación
La comuna está situada en el oeste-noroeste de la isla de Reunión.

## Demografía
| Gráfica de evolución demográfica de Saint-Paul (Reunión) entre 1961 y 2013 |
|                                                                            |

Fuente: Insee

## Comunas limítrofes
| Noroeste: Le Port       | Norte: La Possession   | Noreste: La Possession |
| Oeste: Océano Índico    |                        | Este: La Possession    |
| Suroeste: Océano Índico | Sur: Les Trois-Bassins | Sureste: Cilaos        |